# There Was an Old Woman Who Lived in a Shoe

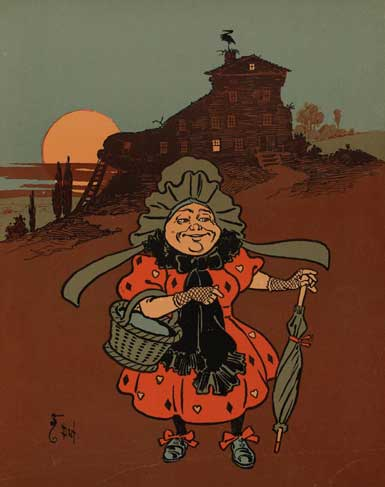
Иллюстрация Уильяма Дэнслоу из сборника 1901 года «Мелодии Матушки Гусыни»

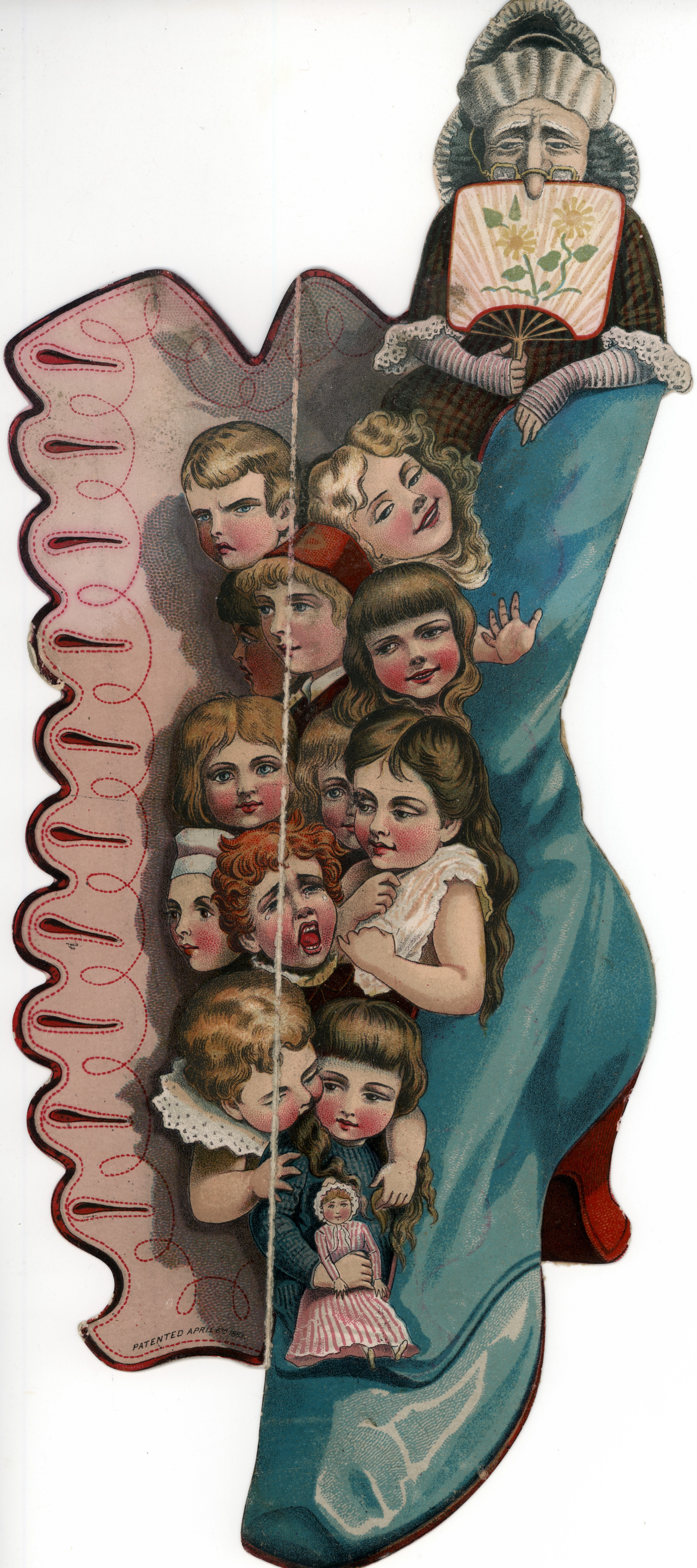
Открытка 1883 года, выполненная методом хромолитографии

«There was an Old Woman Who Lived in a Shoe» — популярная английская детская потешка. Согласно «Индексу народных песен Роуда» (англ. Roud Folk Song Index) имеет номер 19132.

## Наиболее распространённая версия
Английский оригинал:

There was an old woman
who lived in a shoe.
She had so many children,
she didn’t know what to do;
She gave them some broth
without any bread;
Then whipped them all soundly
and put them to bed.

Вариант русского перевода:

В ботинке на опушке
жила-была старушка
С оравою детей,
что ж делать с ними ей? —
Похлёбкой без хлеба
дала пообедать,
Ремня всем ввалила,
и спать уложила.

Ещё один вариант перевода:

Жила-была бабка в большом башмаке.
У бабки внучат — что горошин в стручке.
Давала им бабка без хлеба бульон
И шлёпала на ночь, чтоб крепче был сон.

Ещё один вариант перевода (приведён Самуилом Маршаком в статье «Воспитание словом»):

Жила-была бабушка
В старом башмаке,
У ней было деточек -
Что воды в реке.
Она суп для них варила,
Ложкой по лбу колотила.
Чтоб не смели баловать,
Отправляла рано спать.

Ещё один вариант перевода:

Жила с детьми старушка
В забытом башмаке,
Детей кормила хлебом
И мыла их в реке.
А было у старушки
Одиннадцать ребят.
Измучалась бедняжка:
Все время есть хотят.

(перевод Бориса Далматова)

Самая первая печатная версия Джозефа Ритсона в сборнике 1794 года «Gammer Gurton’s Garland» имела более грубую концовку: She whipp’d all their bums, and sent them to bed. (Отхлестав их всех по задницам, она отправила их спать.) По сравнению с версиями, напечатанными в XVIII—XIX веках в современной имеются и другие изменения.

## Происхождение и интерпретации
Иона и Питер Опи указали на версию 1797 года, опубликованную в «Infant Institutes», которая заканчивалась строками:

Then out went th' old woman to bespeak 'em a coffin,
And when she came back, she found 'em all a-loffeing.

(Затем старушка вышла, чтобы заказать для них гроб,
А когда она вернулась, то обнаружила их всех смеющимися.)

Термин «a-loffeing», по их мнению, принадлежит творчеству Шекспира, что предполагает значительно более ранний возраст потешки, чем тот, которым датированы её первые печатные версии. Затем они предположили, что если данное предположение верно, то потешка может содержать фольклорные мотивы, указывая на связь между обувью и браком: по английской традиции, когда невеста отправлялась в свой медовый месяц, ей вслед бросали башмачок.
Дебаты о значении стишка в основном вращаются вокруг соответствия «старушки» историческим фигурам, но, как отмечает Питер Опи для этого сопоставления нет никаких особых причин, кроме размеров их семей. Среди прототипов «старушки» назывались:
- Каролина, жена короля Георга II, у которой было восемь детей.[1]
- Элизабет Вегус (Vergoose) из Бостона, который имела шесть своих детей и десять приемных.[1]

Не существует никаких доказательств, чтобы идентифицировать любого из этих кандидатов с неназванным субъектом потешки.

## Культурное влияние
- «There Was an Old Woman» — название романа Эллери Куина (1943 год).
- Старушка в ботинке появляется как второстепенный персонаж в серии мультфильмов про Шрека: её дом с детьми видно, когда лорд Фаркуад высылает всех сказочных персонажей в болото Шрека.
- «The Kids in the Shoe» (1935 год) — анимационный короткометражный фильм Макса Флейшера показан в серии фильмов Color Classics.
- С первых двух строчек этой потешки начинается песня «All Mama’s Children» Карла Перкинса и Джонни Кэша. Далее в тексте обыгрывается эта потешка и название ещё одной песни Перкинса («'Cause we wanna live in a blue suede shoe»).[4]
- Эта песенка включена в компьютерную игру «Mixed-Up Mother Goose» (1991 год) компании «Sierra Entertainment». Однако песня была отредактирована: «наказание» изменено на «поцелуи», чтобы создать добрую семейную атмосферу.
- Рэпер B.o.B упоминает «старушку, которая жила в обуви» в своей песне под названием «Cold as Ice».
- Фиби Буффе, персонаж американского комедийного телесериала Друзья поёт песенку про «старушку из ботинка» в 1 сезоне, в третьем эпизоде («Эпизод с большим пальцем»), хотя путает слова потешки с другой.
- В книге «Оптом дешевле» (1948 год), её авторы Фрэнк Гилбрет — младший и Эрнестина Гилбрет Кэри утверждают, что их отец, Фрэнк Гилбрет — старший, назвал летний домик «Туфля» в честь своей жены Лилиан Моллер Гилбрет, матери двенадцати детей, которая, по его словам, напомнила ему ту самую старую женщину, которая жила в ботинке.[5]